# كريستين طعمة
كريستين طعمة هي ناشطة فنية لبنانية ومؤسسة الجمعية اللبنانية للفنون التشكيلية المعروفة بـ "أشكال ألوان"، وهي منظمة غير ربحية عملت منذ تأسيسها عام 1994 على دعم الفن المعاصر من خلال مبادرات عديدة.

## سيرتها الشخصية
ولدت طعمة في 28 فبراير 1964 في بيروت، وحصلت على بكالوريوس الآداب في الأدب الإنجليزي عام 1987 من الجامعة الأمريكية في بيروت، ودرجة الماجستير في نظرية الفن المعاصر من كلية جولدسميث جامعة لندن في لندن. عملت من عام 1988 إلى 2006 في إذاعة لبنان كمقدمة ومديرة دي جي، وفي عام 1994 شاركت في تأسيس أشكال ألوان.
قامت كريستين ببناء شبكة كبيرة من المؤسسات الشريكة المحلية والدولية، وأصبح أشكال ألوان ممثلًا رئيسيًا ومؤثرًا على الساحة الفنية الإقليمية، حيث يعرض أعمال الفنانين المحليين والدوليين أمثال جلال توفيق وأكرم الزعتري ولمياء جريج ووليد رعد، وربيع مروة والكثير غيرهم. وقد تم تصنيف كريستين طعمة ضمن أقوى 100 شخص في عالم الفن. وقامت كريستين بالعديد من المشاريع من ضمنها: منتدى «أشغال داخلية» للممارسات الثقافية في المنطقة، والذي أسسته طعمة عام 2001. بالإضافة إلى مبادرات أخرى مثل: برنامج «أشغال الفيديو»، ومنح إنتاجية، ومنصة لعرض الأفلام، إنتاج ونشر أعمال الفنانين وصناع الأفلام المقيمين في لبنان، التي أنتجت عام 2006.
حصلت كريستين طعمة على جائزة "الأمير كلاوس" عام 2006، تقديراً لدورها في دعم إنتاج الفن المحلي، وعلى جائزة «بارد أودري إرماس» للتميز في التقييم الفني عام 2015. تعمل طعمة كعضو في مجلس إدارة مرسى بيروت، وهو مركز للصحة الجنسية يقدم خدمات طبية متخصصة للشباب المعرض للخطر والمجتمعات المهمشة، و«صحة» في إسطنبول، وهي جمعية تدعم الفن المعاصر في تركيا.
وفي عام 2011 افتتحت أشكال ألوان فضاء الأشغال الداخلية في مبنى صناعي سابق مجاور لمركز بيروت للفن، وهو برنامج تعليمي مدته 10 أشهر يتم تشغيله تحت إشراف أستاذ مقيم مختلف، كان العام الافتتاحي 2011-2012 تحت إشراف إملي جاسر. وفي 2017 تم تعيين طعمة قيّمة لبينالي الشارقة 13، الذي تم افتتاحه في مارس 2017.